# Руновщанський район (Полтавська округа)
Руновща́нський райо́н (також Рунівщанський, Рунівщинський, Руновський) — адміністративно-територіальна одиниця УСРР, утворена 7 березня 1923 у складі Полтавської округи з  Руновщанської, Васильцівської і Василівської волостей Полтавського повіту Полтавської губернії. Охоплювала 10 сільських рад. Станом на 1923 рік район налічував 39 830 жителів. 
2 вересня 1930 район було ліквідовано з переданням його території в підпорядкування Полтавської міської Ради та частково Рублівського району Полтавської округи.